# Филимонов, Иван Алексеевич
Ива́н Алексе́евич Филимо́нов (27 апреля 1914 — 21 июня 1958) — машинист врубовой машины шахты № 2 «Узловская». Герой Социалистического Труда.

## Биография
Родился 27 апреля 1914 года в х. Соколовка (ныне пос. Соколово-Кундрюченский, в черте г. Новошахтинска Ростовской области), в семье горняка. Осиротел в 11 лет.
С 1930 года работал откатчиком в шахте. Вскоре переехал в Подмосковье, где интенсивно осваивали залежи угля, и поступил на шахту № 12 «Красноармейская» помощником врубмашиниста. На шахту № 2 «Узловская» Филимонов перешёл уже опытным мастером и вскоре довёл добычу угля до 10 000 тонн в месяц.
С началом Великой Отечественной войны шахтёры получили «бронь» — стране требовался уголь. С подступом фашистов к Узловой некоторое оборудование шахт эвакуировали. Но многое вывезти не успели, поэтому укрыли на месте, глубоко под землёй, в самых далёких выработках. Поступили так и горняки шахты № 2. Во время оккупации Подмосковного угольного бассейна фашисты предприняли попытку обследовать шахты с целью их восстановления. Даже создали акционерное общество по эксплуатации Мосбасса. Затем последовали приказы, обязывающие горняков выйти на работу. «Четыре раза, — вспоминал И. А. Филимонов, — гитлеровские прихвостни приходили ко мне и пытались заставить работать в шахте. Под всякими предлогами я уклонялся. Но, убедившись, что от меня не отстанут, сбежал из дома в город Донской, где скрывался до прихода Красной Армии».
После освобождения города началось восстановление шахт. Филимонов спускался в затопленные выработки, разыскивал технику, ремонтировал вентиляционные установки, сделал специальный транспортёр для отгрузки топлива, сохранившегося в отвалах. Работал и слесарем, и монтажником, и грузчиком, и плотником. Трудился, как и многие, по 15—16 часов в сутки. В рекордный срок шахта № 2 была восстановлена.
Филимонов начал давать рекордную врубовку — 11 000 тонн в месяц. В июле 1942 года шахта была награждена орденом Трудового Красного Знамени. Такой же орден получил и Филимонов.
28 августа 1948 года в канун нового праздника, Дня шахтёра, ему было присвоено звание Героя Социалистического Труда с вручением ордена Ленина и золотой медали «Серп и Молот». После получения звания Героя его семья переехала из барака в небольшой дом из трёх комнат. Младшие дети пока ещё учились в школе, старший сын вскоре пошёл работать в шахту, второй, Владимир, после службы в армии на 20 лет связал свою жизнь с железной дорогой.
Филимонов слыл честным, решительным, ответственным человеком. Однажды из-за поломок механизмов работа в шахте остановилась. Он глубоко переживал, но не побоялся и написал в местную газету, что «причина неисправностей в отсутствии запасных частей, а чаще всего — в их низком качестве». Писал он и о повышении дисциплины, «чтобы все работники, рядовые и командиры прониклись сознанием большой ответственности» за порученное дело.
В 1949—1950 гг. в составе делегации горняков Мосбасса ездил в Венгрию, Румынию и Польшу. Рассказывал иностранным шахтёрам о своей работе, делился опытом. В Польше впервые увидел в работе советский комбайн «Донбасс», который у себя, на узловской шахте, ещё не видел. Получился почти «дипломатический конфуз». После возвращения отправился учиться работать на современном угледобывающем комплексе в Сталиногорск (ныне Новомосковск) на шахту № 22. Его учителем стал 20-летний Пётр Жаболенко. Через месяц вернулся в Узловую и стал работать на новом комбайне, повышенной мощности (одна смена — 70 метров забоя, 350 тонн угля).
С 1954 года − член Президиума ЦК профсоюза рабочих угольной промышленности. С 1956 года работал в Москве инспектором ЦК профсоюза рабочих угольной промышленности.
Умер в возрасте 44 года 21 июня 1958 года после продолжительной болезни в Москве. Похоронен на Даниловском кладбище Москвы.